# Condado de Kimball
El condado de Kimball (en inglés: Kimball County), fundado en 1888 se le llamó Kimball en honor al pionero Thomas L. Kimball, es un condado del estado estadounidense de Nebraska. En el año 2000 tenía una población de 4.089 habitantes con una densidad de población de 2 personas por km². La sede del condado es Kimball.

## Geografía
Según la oficina del censo el condado tiene una superficie total de 2466 km² (952,1 mi²), de los que 2463 km² (950,96525096525 mi²) son tierra y 3 km² (1,2 mi²) (0,99%) son agua.

### Condados adyacentes
- Condado de Banner - norte
- Condado de Cheyenne - este
- Condado de Logan - sureste
- Condado de Weld - suroeste
- Condado de Laramie - oeste

## Demografía
Según el 2000 la renta per cápita media de los habitantes del condado era de 30.586 dólares y el ingreso medio de una familia era de 35.880 dólares. En el año 2000 los hombres tenían unos ingresos anuales 28.300 dólares frente a los 16.863 dólares que percibían las mujeres. El ingreso por habitante era de 17.525 dólares y alrededor de un 11.10% de la población estaba bajo el umbral de pobreza nacional.

## Ciudades y pueblos
Las principales ciudades son:
- Kimball
- Bushnell
- Dix